# Lukáš Vilt
Lukáš Vilt (* 30. října 1991 Most) je český choreograf, tanečník a příležitostný herec.

## Život
Vyrůstal v Litvínově, kde absolvoval prvních sedm ročníků 3. Základní školy, poslední dva roky základního vzdělání dokončil na Základní škole Hora svaté Kateřiny. Během základní školy také v Litvínově navštěvoval taneční skolu Casio Jarmily Hrabákové. Zde získal základy klasického tance a zároveň se zde věnoval moderním stylům jako je rock and roll či disco tanec. Ve studiu tance pokračoval i v dospělosti. Následně vystudoval dva ročníky Pedagogického lycea na Vyšší odborné škole ekonomické, sociální a zdravotnické, Obchodní akademii, Střední pedagogické škole a Střední zdravotnické škole v Mostě, během studií na této škole byl lektorem taneční školy FreeDance v Mostě. V roce 2009 byl přijat na Mezinárodní konzervatoř Praha, kde studoval obor hudebně dramatický. Zde v roce 2016 úspěšně absolvoval a získal pedagogické minimum. V tomto období byl dva roky členem dvou tanečních skupin. První skupinou byla IF pod vedením Leony Kvasnicové a JAD Dance company patřící Yemi A.D., se kterou přibližně dva roky externě spolupracoval. V letech 2013–2015 působil jako lektor Musical dance v tanečním a pohybovém studiu Dancers‘ club v Praze a zároveň se věnoval pedagogické praxi na Mezinárodní konzervatoři Praha.
Od roku 2016 se věnuje produkční činnosti a choreografiím muzikálů.

## Kariéra
Už během studií na Mezinárodní konzervatoři v Praze začal účinkovat v muzikálových inscenacích a současně tvořit své první muzikálové choreografie. Nejprve to bylo na pražských scénách jako je Divadlo Hybernia, Divadlo na Vinohradech či Divadlo U Hasičů. V roce 2013 mu tehdejší šéf souboru muzikálu a operety Divadla Josefa Kajetána Tyla, Roman Meluzín, nabídl účinkování v muzikálu Footloose. Z toho následně vznikla jejich spolupráce, během které v divadle nejen účinkoval ve více než deseti inscenacích, ale současně pro místní muzikály vytvořil několik choreografií. Během let 2015 a 2016 byl pedagogem na letní taneční škole Ballet school Prague. Od září 2017 je pedagogem moderního tance na konzervatoři v Teplicích.
V současné době působí jako lektor jazz dance, musical dance a contemporary.

### Účinkování v divadelních muzikálových inscenacích

#### Divadlo Josefa Kajetána Tyla v Plzni
- Luis – West Side Story[7] (2017)
- Tanečník – Bonnie a Clyde (2016)
- Tanečník – Liduschka Baárová[8] (2016)
- Námořník – Děj se co děj (2015)
- Daryda – Viktorka Plzeň! Aneb jinak to nevidím[9] (2015)
- Tanečník – Hello Dolly (2015)
- Pucifal – Kočky (2014)
- Gangster – Sugar, někdo to rád horké (2014)
- Voják Rolf a tanečník – Producenti[10] (2013)
- taneční role Suita Aurory – Polibek pavoučí ženy[11] (2013)
- Lyle – Footloose, aneb tanec není zločin[12] (2013)

#### Divadlo Hybernia
- Tanečník – Iago[13] (2017)
- Tanečník – Antoinetta, královna Francie[14] (2014)
- Tanečník – Lucrezia Borgia (2012)
- Tanečník – Quasimodo[15] (2011)

#### Studio DVA
- Tanečník – Funny Girl[16][17](2017)

#### Divadlo Goja Music Hall
- Tanečník – Ples upírů[18] (2017)

#### Divadlo na Vinohradech
- Company – Jak udělat kariéru snadno a rychle[19] (2012)

### Choreografie k divadelním inscenacím
Kromě choreografií k divadelním muzikálovým inscenacím v DJKT Plzeň a na několika pražských muzikálových scénách vytvořil také taneční koncepci 3. ročníku show JÁ PŮJDU DÁL.

#### Divadlo Josefa Kajetána Tyla v Plzni
- muzikál West Side Story[22] (2017)
- muzikál Liduschka Baárová[8] (2016)
- muzikál Bonnie a Clyde[23] (2016)
- muzikál Děj se co děj[24][25](2015)
- muzikál Viktorka Plzeň! Aneb jinak to nevidím.[26][27][28](2015)
- muzikál Probuzení jara[29] (2015)
- muzikálové pásmo Svět kabaret – kabaret svět[30][31][32](2014)

#### Divadlo Hybernia
- muzikál Romeo a Julie[33][34][34](2017)

#### Divadlo U Hasičů
- muzikál Monte Cristo[35][36] (2013)
- muzikál Romeo a Julie[37] (2014)

#### Mezinárodní konzervatoř
- muzikál Dobře placená procházka (2015)
- muzikál Chicago (2014)